# Carmine Elia
Carmine Elia (Cinisello Balsamo, 1967) è un regista italiano.

## Biografia
Inizia a lavorare nel mondo della televisione nel 2001 come assistente alla regia per Gianpaolo Tescari nelle miniserie Onora il padre, Il lato oscuro e Gli occhi dell'altro, per Giulio Base in San Pietro e Maria Goretti e per altri. 
Nel 2006 debutta come regista per la serie televisiva Don Matteo con Terence Hill, a cui seguono Nati ieri (2007), Ho sposato uno sbirro (2008), Terapia d'urgenza (2008), Occhio a quei due (2009), Santa Barbara (2012), La strada dritta (2014), La dama velata (2015), Il sistema (2016), La porta rossa (2017), Mare fuori (2020), Sopravvissuti (2022), Noi siamo leggenda (2023), Belcanto e Sara - La donna nell’ombra (2025).
Nel 2022 subisce un grave incidente stradale a Roma dove rimangono uccise due ragazze. Il regista viene trasportato al Policlinico Gemelli in codice rosso per poi essere dimesso qualche giorno dopo.
Nel 2023 è parte della direzione dello spot di Autostrade per l'Italia Non chiudere gli occhi. La sicurezza stradale riguarda anche te in riconoscenza delle 3100 vittime per incidenti stradali nel corso dell'anno precedente.